# Brickfield (Trinidad y Tobago)
Brickfield es una localidad de Trinidad y Tobago, que forma parte de la región de Couva-Tabaquite-Talparo.

## Geografía
La localidad abarca parte de la isla Trinidad y limita al norte con Felicity (perteneciente al borough de Chaguanas), al sur con Waterloo, al este con Butler Village y al oeste con el golfo de Paria.

## Demografía
Datos demográficos de la localidad de Brickfield:
| Gráfica de evolución demográfica de Brickfield entre 2000 y 2011 |
|                                                                  |